# Terry Plank
Terry Ann Plank, née le 18 octobre 1963 est une géochimiste américaine, volcanologue et professeure de sciences de la terre au Columbia College, Université Columbia et au Lamont-Doherty Earth Observatory. Elle est boursière MacArthur en 2012 et membre de l'Académie nationale des sciences,. Son travail le plus important concerne la chimie cristalline des minéraux de lave (principalement des olivines) afin de déterminer l'âge et le mouvement du magma, donnant des indices sur la rapidité avec laquelle le magma peut faire surface sous forme de lave dans les volcans. Plus particulièrement, Plank est connue pour son travail établissant un lien plus fort entre la subduction des sédiments océaniques et le volcanisme dans les arcs océaniques .

## Éducation
Plank est née à Wilmington, Delaware. Enfant, elle grandit dans une carrière de schiste et est la plus jeune membre de la Delaware Mineralogical Society,. Elle est diplômée de Tatnall High School en 1981, puis diplômée summa cum laude en sciences de la Terre du Dartmouth College en 1985 avec sa thèse Magmatic Garnets from the Cardigan Pluton, NH sous la direction de John B. Lyons. Elle obtient son doctorat en géosciences avec distinction en 1993 de l'Université Columbia, avec sa thèse Mantle Melting and Crustal Recycling at Subduction Zones sous la direction de Charles H. Langmuir.
Commençant une carrière postdoctorale à l'Université Cornell, Plank travaille sous la supervision de WM White de 1993 à 1995. De là, Plank devient professeure adjointe à l'Université du Kansas de 1995 à 1999. Là, elle collabore avec son directeur de thèse de Columbia (Langmuir) pour travailler sur sa publication la plus citée, The chemical composition of subducting sediment and its consequences for the crust and mantle. De 1999 à 2007, Plank est professeure de sciences de la Terre à l'Université de Boston (professeure associée de 1999 à 2005 et professeure de 2005 à 2007). Depuis 2008, Plank est à l'Université Columbia à New York, nommée professeur Arthur D. Storke Memorial dans leur département des sciences de la Terre et de l'environnement. Plank occupe deux postes de professeur invité en France : l'été 1998 à l'Université de Rennes et l'été 2002 à l'Université Joseph-Fourier à Grenoble,.

## Recherches
Elle passe sa carrière à étudier le magma et les volcans. Un domaine spécifique de ses recherches est de savoir comment la composition chimique du magma et des cristaux qui se forment lors d'une éruption peut fournir des informations sur la quantité d'eau présente lors de l'éruption et expliquer à quel point elle était explosive. Elle utilise la microanalyse et la modélisation de la diffusion volatile le long de petits tubes de fusion et d'échancrures, trouvés dans les cristaux d'olivine. Elle effectue des travaux de terrain autour du cercle de feu, aux Philippines, au Nicaragua, en Islande et dans le Sud-Ouest des États-Unis ainsi que dans les îles Aléoutiennes,. Plank siège au comité exécutif du Deep Carbon Observatory.
Deux de ses autres principales contributions à la recherche portent sur la compréhension de la génération de magma et du recyclage de la croûte dans les zones de subduction. Ceci est accompli par l'observation géochimique des minéraux d'olivine présents dans les laves. Ses recherches portent sur les magmas qui évoluent en raison du cycle tectonique des plaques, à savoir les zones de subduction. Plus précisément, Plank publie des articles notables retraçant les sédiments des fonds marins jusqu'à leur fin ultime en tant que lave des arcs volcaniques. L'un de ses travaux les plus remarquables est issu d'une collaboration avec Langmuir en 1998 . Non seulement la composition chimique et ses conséquences pour la croûte et le manteau fournissent un lien dans la composition chimique entre la subduction des sédiments océaniques et la composition de la lave des volcans de l'arc, mais elle a également appelé au développement d'une composition globale des sédiments subductés (GLOSS) et flux similaire à la croûte continentale supérieure (UCC). Plank a depuis mis à jour GLOSS en GLOSS-II dans sa publication de 2014, Composition chimique des sédiments en subduction.Dans l'un de ses articles les plus récents, Thermal structure and melting conditions in the mantle under the Basin and Range province from seismology and petrology, une collaboration avec DW Forsyth, Plank révise un thermobaromètre à fusion du manteau. Ils font cette révision pour montrer des estimations d'équilibre de pression et de température plus précises de la fonte du manteau dans la région du bassin et de la chaîne des États-Unis.
Plank reçoit le prix de géologie John Ebers alors qu'elle est au Dartmouth College. En 1998, elle reçoit la médaille Houtermans de l'Association européenne de géochimie ainsi que la médaille Donath de la Geological Society of America. En 2012, elle reçoit la Bourse MacArthur et l'année suivante est élue à l'Académie nationale des sciences,. Elle reçoit un doctorat honorifique en sciences de Dartmouth en 2015 et, en 2016, est élue à l'Académie américaine des arts et des sciences,. Elle reçoit la médaille Wollaston de la Société géologique de Londres en 2018.